# Під покривом війни (Зоряний шлях)
Під покривом війни (Under the Cloak of War) — восьма серія другого сезону американського телевізійного серіалу «Зоряний шлях: Дивні нові світи». Сценарій епізоду написав Дейві Перез; режисував Джефф В. Берд. Перший показ відбувся 27 липня 2023 року.

## Зміст
USS «Enterprise» прибуває в систему Просперо — під юрисдикцією Федерації після закінчення Клінгонської війни, щоб зустрітися з USS «Kelcie Mae», який перевозить спеціального гостя — посла Федерації. Три планети системи Просперо воюють одна з одною роками, але послу вдалося домовитися про припинення вогню, і тепер «Ентерпрайз» перевозить посла на Зоряну базу-12. Посол Дак'Ра — колишній клінгонський генерал, який перейшов до Федерації під час війни.
Ра вітають капітан Пайк, Уна та Ла'ан. Незвичайний звук свистка боцмана, який вітає його прибуття Пайк пояснює традицією, що сягає часів мореплавства на Землі, і це стало звичаєм на «Ентерпрайзі». Ра вважає, що це схоже на розстилання червоної доріжки, і Пайк підтверджує. Ра просить провести екскурсію кораблем, оскільки він багато чув про флагман Федерації. Уна та Ла'ан обмінюються тривожними поглядами.
Ортегас теж неспокійна. Ухура перераховує дипломатичні досягнення Ра і вважає, що колишній ворог, який виступав від імені Зоряного Флоту, був ефективним дипломатом. Ортегас вважає, що це може бути афера, щоб клінгони могли викрасти секрети Федерації. Вона перелічує його військові дії. Ухура розуміє, що це болюча тема, але Ортегас запевняє — вона мала рацію, і не знала, що це не лише історії, які вона чула, про те, як він убив своїх людей, щоб прикрити відступ. І що Клінгони називали його "м'ясником Дж'Гала.
Коли вона вимовляє останні слова, Ра — у супроводі Пайка, Уни та Ла'ан — входить на місток. Ортегас збентежена; Ра милується краєвидом через екран перегляду. Клінгонський «Хижий птах» не був призначений для споглядання оточення, і він вважає, що Федерація має кращі кораблі. Пайк зазначає, що кораблі Зоряного Флоту в першу чергу призначалися для досліджень. Уна вказує на Ортегас, старшого офіцера. Ра хвалить корабель і висловлює переконання, що він був у хороших руках. Після цього Ра продовжує екскурсію.
Спок і Мітчелл намагаються відтворити рактаджино — напій з кофеїном, популярний у клінгонів, в очікуванні прибуття Ра. Вони все ще борються з кодуванням, оскільки зразок виявився холодним, і Спок сподівається вирішити проблему вчасно. Мітчелл бачить Ра, і каже Споку, що нема стільки часу. Спок намагався відтворити рактаджино — він зміг поспілкуватися з клінгонським капітаном під час недавньої місії та отримав рецепт. Спок додає — цей досвід викликав у нього цікавість до клінгонської культури. Ра вважає, що не було чого цікавитись — вважаючи своїх людей як розпалювачів війни, обмежених ідеологією. Спок розуміє, що порушив складну тему. Ра теж вибачається, кажучи, що відраза до минулого забарвлює його слова, і пропонує спробувати рактаджино. Чашка виходить гарячою, обпалюючи руку Ра, але він бере її спокійно.
Доктор М'Бенга та медсестра Чапель бачать, як входить Ра, а інша медсестра накладає регенератор шкіри. У М'Бенги особливо вражений вираз обличчя. Чапель пропонує взятися за справу, і лікар заходить до кабінету. Його серце прискорюється, коли спогади про Дж'Гала повертаються.
Кілька років тому, під час війни, Чапель перебувла на борту човника 12648, який наближався до супутника Дж'Гал, а навколо них йшла битва. Шатл не може приземлитися через вогонь клінгонів, тому їм доводиться телепортувати Чапель. Її відправляють у польовий госпіталь, де зустрічає медичний офіцер Бак Мартінес. У лікарні не вистачає персоналу та обладнання, жоден із запитів Мартінеса про поповнення не пройшов. Чапель просить зустрітися з головною медсестрою, але Мартінес поаідомляє: вона головна медсестра — у неї було найбільше досвіду роботи. Він зробив те, що мав (це коштувало йому ящика ромуланського елю). У лікарні виникає пожежа, і Мартінес каже, що звик до цього; вони вимкнули датчики, але клінгони знали їхнє місцеперебування. Він називає їхній табір наметовим містечком, поранені починають прибувати.
Група починає працювати, приймаючи пацієнтів. Особливо важкий випадок — Альварадо, змушує її викликати лікаря, і М'Бенга відповідає. У Альварадо сильна внутрішня кровотеча та травми всіх основних органів, і нема регенератора внутрішніх органів. Чапель наполягає, що потрібно діяти, щоб утримати поранених до прибуття конвою з допомогою. М'Бенга каже, що найгірші пацієнти зберігаються в буфері шаблонів транспортера, і показує, як це зробити. Альварадо зберігається всередині буфера.
У сьогоденні М'Бенга працює над одним із біоліжок, яке не функціонує після нападу Горнів на Фінібус III. Пайк запитує, чи є у нього петрушка «Дельта». М'Бенга здобуває траву, попереджаючи, що вона смертельна в надмірних кількостях. М'Бенга думає, що він міг просто зателефонувати або надіслати когось, але Пайк хотів особисто зв'язатися, знаючи, що він і Чапель обидва були на Дж'Галі, де Ра заслужив свою репутацію. Під час останнього транспортування спалахнув незначний протест, і Пайк отримав прямий наказ, що ветерани війни повинні спілкуватися з Ра. Пайк має намір привітати посла, але він не бажає робити це за рахунок когось із команди. М'Бенга запевняє — з ним усе гаразд, як і Чапель. Чапель зазначає, що кінцевою метою Федерації було укласти мир зі своїми ворогами, але Пайк вказує, що це також була організація, яка вела війну з клінгонами. Він отримав накази згори, і організував вечерю для Ра того вечора. М'Бенга та Чапель запевняють, що будуть там.
Пайк йде, М'Бенга виглядає пригніченим. Чапель думає, що вони все ще можуть відмовитися. Але М'Бенга не хоче приносити Ра задоволення від переслідування його. Спогад повертається до Дж'Гала, де вони з Чапель працювали над порятунком життя прапорщика Інмена. Під час операції у нього зупиняється серце, і без обладнання М'Бенга закликає Чапель вручну стимулювати серце. М'Бенга каже: «Ми зможемо», і закликає її повторювати, як спів. Серцебиття Інмана відновлюється, і М'Бенга викликає команду, коли вони з Чапель йдуть до наступних пацієнтів.
М'Бенга бачить Ортегас, який шалено крокує коридором. Ортегас розлючена тим, що з «м'ясником Дж'Гала» поводяться наче із Далай-ламою. Вона має намір відмовитися. М'Бенга запитує, чому просто не відмовила на запрошення Пайка, Ортегас відповідає запитанням. М'Бенга вважає — є ймовірність, що Ра справді змінився. Ортегас упевнена, що Ра прикидається і не хоче підігравати.
Ра говорить про свої переговори в системі Просперо, коли входять М'Бенга та Ортегас. Спок і Чапель у розпалі словесної гри. Чапель, побачивши обличчя М'Бенги, відволікається, і Спок бачить, що вона була під тиском. Ухура запитує, чи правда, що більшість дипломатичних переговорів включали надмірне вживання кривавого вина. Ра каже, що мир був не пунктом призначення, а подорожжю, станом душі. Спок пропонує допомогу, але Чапель хоче змінити тему. Однак вона хотіла би, щоб Ра перестав говорити про «дивовижний мир», який йому вдався. Спок запитує посла, чи знайомий він із «Мистецтвом війни» Сунь Цзи, яку Ра вважає «найбільш натхненним людським шедевром». Спок хотів би почути його думку, порівнюючи з клінгонським текстом. Ра з ентузіазмом береться за цю тему, згадуючи, що вона часто була обов'язковою для читання.
М'Бенга наливає собі напій. Чапель просить його зробити ще один, і вважає, що це навіть краще; потім запитує, чому було так важко пояснити війну людям, яких там не було. Спогади М'Бенги повертаються до Дж'Гала, розмови з Інманом після операції. Інман виглядає переслідуваним, кажучи, що люди генерала Дак'Ра не дозволять йому вижити. М'Бенга закликає зосередитися на одужанні. Інмен відчуває, ніби хтось стиснув його серце своїми пальцями, і М'Бенга посміхається, згадуючи, хто це зробив. М'Бенга йде перевірити інших пацієнтів, але обіцяє повернутися. Підходить Ва'Ал Траск, поранений у битвах лейтенант Андорії. Траск знає, що М'Бенга має історію бійця, з найбільшою кількістю підтверджених вбивств у рукопашному бою. Він просить допомоги усунути Дак'Ра — який віддавав накази вбивати усіх, хто не був клінгоном. М'Бенга зараз лікар і вважає за краще рятувати життя. Траск запитує про «протокол 12» (стимулятор, розроблений М'Бенгою). М'Бенга відмовляється, кажучи, що наповнювати своє тіло адреналіном і інгібіторами болю шкідливо для їхнього здоров'я. Траск наполягає — його команді потрібна перевага.
В сьогоденні Ра розповідає про мирні переговори щодо припинення клінгонської війни. Пайк розпитує про його сприйняття. На «Ентерпрайзі» Спок вибачається за свою участь у тому, що сталося минулого вечора. Чапель запевняє, що справа не в ньому, і близькі стосунки змусили його вважати помилково. Спок починає розповідати про своє дослідження втрати людських життів. Для Чапель Дж'Гал не був статистикою. Вона чітко дає зрозуміти, що їй потрібен особистий час. «Дж'Гал багато в чому змінив нас» — тихо каже М'Бенга, привертаючи увагу Ра.
Спогади Чапель сягають війни, до атаки військ генерала Дак'Ра. Мартінес розповідає — його люди вразили первинне джерело живлення, в полі все ще були люди, які не змогли вибратися. Чапель знає — їм потрібен лише один робочий транспортер, і пропонує перенаправити всю допоміжну енергію. Мартінес знає, що це приведе до ліквідації відставання, але вважає, що це спрацює. Поки Чапель готується розпочати транспортування, вона згадує, що Альварадо все ще у буфері, і якщо вони видалять резерви, він помре. М'Бенга видаляє відставання та ініціює транспортування. Чапель запитує, що він зробив, він просто відповідає — врятували життя. Він активує транспортер, надаючи кілька сигналів.
Лікар підтверджує, що він був там під час останнього конфлікту, і Чапель також згадує про колонію на Атосі. Ра вважає, що вони обидва розуміють його біль, називаючи бої на Атосі безглуздими. Пайк висловлює переконання, що війна ніколи не була ідеальним варіантом. Недовірлива Ортегас запитує, чи правдиві історії про те, як він втік. Ра просто відповідає, що всі вони були на межі, а потім піднімає келих у тості за тих, хто вижив на Дж'Гал. Ортегас, однак, відповідає «залишайся клінгоном», їхнім бойовим кличем під час війни. Вона пригадує, що постійно чула це по комунікаціях, а потім — «бах, усі твої друзі мертві». Уна каже їй сісти, але вона продовжує стояти, дивлячись зухвало. Ра не хвилюється, кажучи, що чув і гірше, але бажає лише загладити свої минулі вчинки та спілкуватися, задля зцілення. Ортегас йде, не сказавши жодного слова. Чапель використовує це як причину, щоб теж піти. Пайк вибачається, але Ра запевняє, що не має образи. Ухура зазначає, що його філософія звучала дуже схоже на екзистенціалізм Аенара. Пайк, бачачи, як руки М'Бенги стискаються, тихо пропонує йому допомогти Чапель в заспокоєнні Ортегас. М'Бенга погоджується та йде геть. Коли М'Бенга збирається піти, Ра ловить його за руку, що дуже вразило лікаря. Він згадує, що Ла'ан сказала — вони з лікарем практикують «повний контакт мок'бара», і цікавиться, чи можуть організувати сеанс.
На Дж'Галі під час війни Інман залишає ліжко й сидить надворі, спостерігаючи за стріляниною. М'Бенга каже, що він повинен бути в ліжку, і запитує, чому Інман приєднався до Зоряного флоту. Інман сподівався досліджувати, навчитися — нічого з того, чим він займався зараз. М'Бенга приєднався, щоб навчитися лікувати людей, і називає війну хворобою, яка роз'їдає серце Федерації. Якби дозволили клінгонам завоювати кожну колонію в секторі, вони б не зупинилися й не повернулися до Кроноса. Вони повинні пам'ятати, що билися за тих, кого любили, сподіваючись, що не зміняться. Але якщо не бороться, то «хвороба» бере верх.
Чапель спостерігає, як Траск розмовляє зі своїми людьми, М'Бенга запитує, навіщо їх інструктували. Траск і його люди є спецназом Зоряного флоту та щойно отримали наказ. Чапель зауважує — для «чорних операцій» вони говорили заголосно. Командування Зоряного Флоту посилає Траска та його команду знищити клінгонських генералів, які командують військами на Дж'Галі, тоді як колонія Атос була влаштована для прикриття. М'Бенга жахається, побачивши, що наближається Інман, одягнений у бойове спорядження; його взвод вів атаку. М'Бенга протестує проти ідеї суїцидального нападу і вважає, що може лишити Інмана на примусове одужання. Інман закликає його не робити цього; він ставить попереднє запитання про ліки та втому. М'Бенга може лише запропонувати йому триматися тихо та завзято битися.
В сучасності М'Бенга та Ра готуються до спарингу. Ра думав, що М'Бенга відхилить запрошення. М'Бенга визнає, що це спало йому на думку; він вважає, що Ра залишив своє минуле позаду, і насправді це виглядало так. Ра, однак, не думає, що можна залишити щось позаду, натомість навчитися на цьому. Вони борються, закінчуючи тим, що Ра кидає М'Бенгу на мат. Він припускає, що двоє безпосередніх учасників війни, працюючи разом, надсилатимуть потужне повідомлення. М'Бенга задається питанням, чи означає це, що Ра хотів бути другом. Ра думає, що більше союзником. Він знає, що ветерани бойових дій на кораблі дивляться на М'Бенгу, і вірить, що інші в Зоряному Флоті теж будуть. Він пропонує, щоб М'Бенга приєднався до нього на його наступній мирній конференції.
М'Бенга думає, що він просить про велику послугу, але хоче знати, запитуючи, чи правда, що він вбив своїх людей. Ра пояснює, що інші лідери вважали всі тактичні варіанти життєздатними. Жертвами на Атосі були переважно цивільні особи, і Ра добре знає цей факт. Він визнає, що справді убив своїх людей, протистоявши трьом клінгонським воїнам, тому що був приголомшений звірствами. Один із них, командир Кіфф, бився найбільше й ледь не вбив його, але він вирішив продовжувати битися за безіменних жертв війни, відстоювати те, що було правильним. І тому клінгони називали його «м'ясником». Поки вони борються, М'Бенга каже, що Дж'Гал змінив їх обох.
Повернувшись до каюти та налаштувавши звуковий душ на повну, М'Бенга бореться зі спогадами про війну. Він пам'ятає, як Траск називав його «Привидом», йому потрібні були люди, які могли б діяти швидко й безшумно, щоб усунути клінгонських командирів Дж'Гала — зокрема генерала Дак'Ра. Але Траск і більшість його людей були вбиті, прапорщику Інману перерізали горло. М'Бенга вихоплює бойовик меч з пояса Траска в морзі та швидко вибирається звідти, маючи намір виконати місію самостійно.
Пайк переглядає досьє М'Бенги, коли входить Уна, даючи курс через туманність Шантіко — приведе їх на Зоряну базу-12 наступного дня. Вона закликає якомога швидше забрати Ра з корабля, його присутність впливає на моральний стан екіпажу. Пайк дивується, як вони можуть представляти Федерацію, яка вірить у мир, якщо деяким людям не дозволили компенсувати своє минуле. Уна абстрактно погоджується, але зазначає — деякі члени екіпажу постраждали від дій Ра і, можливо, не так легко пробачать.
На Дж'Галі М'Бенга знаходить свій запас стимулятора «Протокол 12», коли Чапель наближається. Побачивши бойове спорядження, вона розуміє, і М'Бенга підтверджує, що мав завершити місію. Він простягає їй трекер, щоб вона могла слідкувати за ним. Він сподівався уникнути повернення додому, зміненого війною, але тепер розуміє, що це неможливо. Лікар простягає їй свою скриню з припасами та флакон з «Протоколом 12» — якщо клінгони прорвуть оборону, вона повинна використати це, щоб вибратися.
У лікарні Ентерпрайза М'Бенга досліджує вміст тієї самої скрині, коли входить Ра. М'Бенга коротко відповідає, і каже йому піти. Коли Ра починає говорити про Дж'Гал, М'Бенга сердито каже йому припинити. Ра наполягає, щоб він не дозволяв ненависті затьмарити його судження. М'Бенга нагадує, що він віддав наказ вважати ворогом усіх, хто не є клінгонським солдатом. Ра визнає це, але каже, що намагався загладити свої провини.
М'Бенга виправляє його, розказуючи справжній перебіг давнього бою. М'Бенга звинувачує колишнього генерала в тому, що той перетворив його на монстра. І що він, а не Ра, був справжнім «м'ясником Дж'Гала». Ра приголомшений, що лікар ніколи нічого не сказав від того часу. М'Бенга відповідає — на відміну від Ра, йому було соромно за ту ніч. Ра зізнається, що соромиться свого боягузтва. М'Бенга шукав Ра на Дж'Галі, і тепер він був тут, у його лікарні. Ра лише хотів, щоб Зоряний Флот довіряв йому, і вказує на роботу, яку він виконав. Якби Зоряний Флот знав правду, його робота була б зруйнована. М'Бенга відкриває свою стару скриню, показуючи кинжал, який все ще там. Двоє недовго сваряться, М'Бенга кричить, що Ра був військовим злочинцем, саме тоді, коли входить Чапель. Ра падає на підлогу, мертвий, кинжал встромлений йому в груди.
Чапель приносить закривавленого кинжала Пайку та Ла'ан — вона бачила все це. Ра хотів поговорити, але М'Бенга не бажав. Це спонукало Ра напасти на нього, змусивши М'Бенгу вбити. Аналіз ДНК кинжала показує кров чотирьох воєначальників, убитих «м'ясником із Дж'Гала»: Гра'вала, Кіффа, Ру'ліса та Дак'Ра. Крім того, на ньому є відбитки пальців М'Бенги. Пайк приголомшений, що Ра зміг напасти на М'Бенгу, і Чапель вважає — ніхто не може знати, що відбувається в чиємусь серці.
У лікарні М'Бенга все ще працює над біоліжком, коли входить Пайк. Він каже лікареві, що Ла'ан подає свій звіт і, ймовірно, буде проведено розслідування. Він запитує, як довго вони були знайомі. М'Бенга визнає, що занадто довго. Це змушує Пайка думати, що М'Бенга міг поговорити з ним про те, хто насправді почав бійку. М'Бенга запевняє, що не він це починав. Пайк вважає ситуацію складною, але М'Бенга не настільки впевнений. Він зазначає, що Ра жив у брехні, і Дипломатичний Корпус Федерації знав, ким і чим він був, й все одно дозволив йому представляти їх. Він знав, що сам Ра, а не лише його люди, відповідальний за вбивство дітей, і запитує Пайка, що б він зробив, якби М'Бенга сказав, що він розпочав бійку. Пайк зазначає, що навіть у таких випадках існував належний процес, і тому вони мали трибунали; Федерація вірила у другий шанс. М'Бенга запитує про справедливість, про жертв і чи кожен заслуговує платити за свої дії. Пайк змінює тему, запитуючи, хто вирішує, хто платить, і де межа. М'Бенга визнає, що вони знають один одного довгий час і мають спільні погляди в більшості речей. Але зазначає, що Пайк не жив своїм життям і мав честь бачити в людях найкраще. Однак сам М'Бенга знав, що деякі речі не можна пробачити. Він підкреслює, що не починав бійку, але все одно радий, що Ра мертвий. Пайк обдумує це перед тим, як піти.
М'Бенга закінчує ремонт біоліжка, але знає, що це лише питання часу, коли воно знову зламається. Коли він відходить, біоліжко знову дає збій.
Війна змінє тебе. Іноді ти не вертаєшся з війни.

## Сприйняття та відгуки
На сайті «Rotten Tomatoes» епізод станом на серпень 2024 року отримав 100 % підтримки при 6 голосах оглядачів.
В огляді «StarTrek.com» зазначалося: «Колись доглядаючи за пораненим клінгоном, М'Бенга розповів, що був на супутнику Дж'Гал. Клінгон відреагував недовірливо, бо — якби це було правдою, добрий лікар був би мертвий. Як ветерани Клінгонської війни, М'Бенга та Крістін Чапел не можуть позбутися видінь звірств і втрачених життів, свідками яких вони стали.»
В огляді «Den of Geek» зазначено: «„Під покривом війни“ робить особливо різку зміну тонів. Ця надто темна, особливо для серіалу, який загалом так відважно намагається знайти світло й надію. Військова історія про війну, яка теоретично закінчилася, але насправді ніколи не закінчується, досліджує все — від життя з наслідками травми до питань про природу справедливості. Це ускладнює наше розуміння двох найкращих персонажів серіалу, дає деяку необхідну передісторію про особливо темний період в історії Зоряного флоту. Та закінчується таким тернистим моральним вибором, який, безсумнівно, відлунюватиметься протягом решти сезону (і серіалу). Загалом, це не весела година, але виглядає вона досить необхідною, принаймні з точки зору більшої емоційної лінії кількох персонажів.»
«TV Tropes» здійснює детальний розбір аналогій, неспівпадінь та недоречностей епізоду.
В огляді «TrekMovie.com» зазначено: «Перехід до цієї похмурої історії про війну випробовує межі епізодичного відображкннґ серіалу, особливо між комедією минулого тижня та наступним музичним епізодом. І все ж „Під покривом війни“ є надійним епізодом, який не цурається моральних питань, оскільки додає нові грані знайомим персонажам.»
На сайті «IMDb» станом на серпень 2024 року епізод отримав 8.2 з 10 зірок схвалення при 4387 голосах.

## Знімались
| Актор             | Роль                    |
| ----------------- | ----------------------- |
| Енсон Маунт       | Крістофер Пайк          |
| Ітан Пек          | Спок                    |
| Крістіна Чонг     | Ла'ан Нуньєн Сінгх      |
| Джесс Буш         | Кристина Чапель         |
| Селія Роуз Гудінг | Нійота Ухура            |
| Мелісса Навія     | Еріка Ортегас           |
| Бабс Олусанмокун  | Доктор М'Бенга          |
| Ребекка Ромейн    | Номер Один              |
| Роберт Віздом     | Дак Ран                 |
| Клінт Говард      | Бак Мартінес            |
| Саїда Алі         | Джікс                   |
| Раян Аллен        | Полк                    |
| Керолайн Дас      | головий пілот           |
| Ронг Фу           | Дженна                  |
| Кайл Гейтгаус     | Ва'ал                   |
| Хосе Солана       | Альварадо               |
| Брендан Джефферс  | Інман                   |
| Алекс Капп        | комп'ютер "Ентерпрайза" |